# Open standaard
Een open standaard (of norm) is een standaard (norm) die publiekelijk beschikbaar is en waaraan verschillende gebruiksrechten zijn verbonden. De term wordt vooral gebruikt bij hard- en software, omdat juist daar ook veel gesloten standaarden worden gebruikt, waarbij men voor de inzage van de specificaties, een licentie dient aan te vragen.
Het doel van open standaarden is de interoperabiliteit (ook uitwisselbaarheid) tussen verschillende informatiesystemen of gegevensverzamelingen te vergroten en informatie vast te leggen in een toekomstvast formaat.
Een neveneffect van open standaarden is meer keuzevrijheid in en daarmee minder kans op een vendor lock-in (afhankelijkheden van de leveranciers).
Het gebruik van open standaarden is onderdeel van het beleid van de Europese Commissie. Om standaardisatie binnen de overheid te bewerkstelligen is in 2006 het College en het Forum Standaardisatie ingesteld. De Nederlandse Overheid Referentie Architectuur (NORA), die ook door Forum en College werden uitgedragen, schrijft bij voorkeur open standaarden voor.

## Definitie
Er is geen eenduidige definitie van het woord open standaard en interpretaties variëren naargelang het gebruik. De termen open en standaard hebben een groot aantal betekenissen die verbonden zijn met het gebruik ervan. Er zijn een aantal definities van open standaarden die de nadruk leggen op verschillende aspecten van openheid, zoals de openheid van de eruit voortvloeiende specificatie, de openheid van het ontwerpproces en eigendomsrechten van de standaard. De term "standaard" is soms beperkt tot technologieën die zijn goedgekeurd door geformaliseerde commissies die openstaan voor deelname van alle belanghebbende partijen en op basis van consensus werken.
Academici en overheden zoals de Europese Unie (en een aantal van de daarbij aangesloten regeringen of parlementen, zoals Denemarken, Frankrijk en Spanje) en de regeringen van landen als Nieuw-Zeeland, Zuid-Afrika en Venezuela sluiten standaarden uit die vergoedingen voor gebruik vereisen bij hun definities van de term open standaard. De standaardorganisatie World Wide Web Consortium (W3C) hanteert open licenties (royalty-free) voor zijn specificaties.
Veel definities van de term standaard laten octrooihouders toe om "redelijke en niet-discriminerende licentie"-royaltyvergoedingen en andere licentievoorwaarden op te leggen aan ontwikkelaars of gebruikers van de standaard. De belangrijke internationaal erkende normalisatieorganisaties Internet Engineering Task Force (IETF) en ITU-T, staan bij door hen gepubliceerde standaarden toe dat deze specificaties bevatten die bij de implementatie dergelijke octrooilicentievergoedingen vereisen.

## Uitgifte en gebruik
Open standaarden zijn een voortvloeisel uit het fenomeen: “vrijgegeven specificaties”. Een vrijgegeven specificatie ook gestandaardiseerd, maar de bewaking daarvan ligt bij een fabrikant in plaats van bij een algemeen erkend standaardisatie-instituut. Beide zijn wel onder dezelfde (open) condities te gebruiken en toe te passen.
Een zeer bekende vrijgegeven specificatie in de ICT branche is (of was) de ISA-interface uit de IBM PC in de jaren 1980, waardoor uitbreidingskaarten en disks konden worden uitgewisseld met Personal Computers die “IBM compatible” waren. Dat dit IBM enige jaren de werelddominantie op PC gebied zou brengen wordt tegenwoordig gezien als een marketing stunt van de eerste orde. Fabrikanten die tegenwoordig proberen dit succes te herhalen door eigen specificaties als open standaarden in de markt te zetten komen doorgaans bedrogen uit. Een treffend voorbeeld hiervan is de FourThirds “standaard” voor de digitale cameramarkt van Olympus, waar drie jaar na de introductie nog steeds geen enkele partij op had ingespeeld. Het enige dat Olympus in eigen hand had was het vrijgeven van de specificatie.
Het is echter niet de fabrikant die bepaalt of een specificatie ook een standaard is. De autoriteiten die dat wel kunnen zijn de algemeen erkende standaardisatie-instituten en de markt. In het eerste geval spreekt men van “de jure” standaarden (“bij wet”) terwijl in het tweede geval men spreekt van “de facto” standaarden (“min of meer” standaard door massaal gebruik, zoals bij HTML en JPEG). De meeste de facto standaarden worden later gefixeerd als de jure. Een voorbeeld hiervan is het PDF-formaat (ISO 15930-1:2001).

## Open standaarden en open source
Open standaarden en open source kunnen in elk denkbare combinatie worden toegepast. Opensourcesoftware ondersteunt en gebruikt soms ook gesloten standaarden. Software met een gesloten broncode (closed source) kan anderzijds ook gebruikmaken van zowel open als gesloten standaarden.

## Nederland
Voor interoperabiliteit van informatiesystemen is brede toepassing van (open) standaarden een basisvoorwaarde. Dit maakt eenmalige gegevensaanlevering, plaats- en tijdonafhankelijke transacties en het gebruik van elektronische dossiers voor tal van toepassingen mede mogelijk. In Nederland vervullen twee instellingen een belangrijke rol op de weg naar een erkende standaard: het Forum Standaardisatie en het Overheidsbreed Beleidsoverleg Digitale Overheid (OBDO),. Zij hebben een belangrijke taak bij het duidelijk maken welke standaarden door (semi-)publieke instellingen (bij voorkeur) gebruikt worden in hun communicatie onderling en met burgers en bedrijven. Een aantal open standaarden is verplicht voor overheden krachtens het 'pas toe of leg uit' beleid. Het secretariaat van het Forum - het Bureau Forum Standaardisatie - is ondergebracht bij Logius.
Niet het scheppen van een volledig bouwwerk van standaarden staat voorop, maar interoperabiliteit van informatiesystemen. De nadruk ligt op het maken van afspraken over semantische en organisatorische standaarden en minder op technische standaarden. Semantische standaarden hebben betrekking op eenheid van taal bij het gebruiken van gegevens en berichten in ketentoepassingen en werkprocessen. Organisatorische standaarden hebben betrekking op het harmoniseren van uitvraagmomenten richting bedrijven en burgers, zowel voor toepassingen binnen sectoren als tussen sectoren.

### Referentiearchitecturen
In dit onderdeel wordt de referentiearchitectuur van de Nederlandse e-overheid beschreven: bijvoorbeeld Nederlandse Overheid Referentie Architectuur (NORA), voor de gehele overheid, en de architectuur voor de rijksoverheid, Enterprise Architectuur Rijksdienst (EAR). Deze referentiearchitecturen worden (door)ontwikkeld door architecten voor architecten. Daarnaast zijn hier praktijkvoorbeelden van informatiearchitecturen te vinden.

## Voorbeelden

### Systeem
- World wide web — architectuur gespecificeerd door W3C[2]

### Hardware
- Accelerated Graphics Port (AGP) — een specificatie van Intel.
- Industry Standard Architecture (ISA) — een specificatie van IBM, later gestandaardiseerd door de IEEE.
- Peripheral Component Interconnect (PCI) — een specificatie van Intel.

### Multimedia
- Matroska (mkv/mka) — een opensource-multimediacontainer (audio, video, afbeeldingen, ondertiteling).
- Ogg — een container voor Ogg Vorbis, FLAC, Speex (audioformaten) en Theora (een videoformaat), door de Xiph.Org Foundation.
- PNG — bestandsformaat voor rasterafbeeldingen met verliesloze compressie. Gestandaardiseerd door ISO/IEC.
- Scalable Vector Graphics (SVG) — bestandsformaat voor tweedimensionale statische en dynamische vectorafbeeldingen. Gestandaardiseerd door W3C.

### Documenten
- HTML/XHTML/HTML5 — specificaties van het W3C (ISO/IEC 15445:2000).
- OpenDocument (ODF) — een specificatie van OASIS, goedgekeurd door ISO als ISO/IEC 26300.
- Portable Document Format (PDF) — een specificatie van Adobe Systems Incorporated en goedgekeurd door ISO 15930-1:2001.
- LaTeX — opmaaktaal voor wetenschappelijke teksten.

### Software
- Internet Protocol (IP) — specificatie van de IETF - specifiek, IETF RFC 791.[3]
- Transmission Control Protocol (TCP) — specificatie van de IETF (specifiek, IETF RFC 793[4]), die voorziet in geordende communicatie tussen host applicaties via een IP netwerk.
- Extensible Messaging and Presence Protocol (XMPP) — specificatie van de Jabber Software Foundation voor instant messaging.
- Filesystem Hierarchy Standard (FHS) — standaard voor de structuur van Unix-achtige bestandssystemen.
- Resource Description Framework (RDF) — IT-standaard van W3C voor het delen van informatie tussen verschillende software op het semantische web.
- Simple Knowledge Organization System (SKOS) — W3C-datamodel om kennissystemen intern als een thesaurus te organiseren en extern onderling op definities van concepten te vergelijken.
- HL7 (Health Level 7) — specificatie voor gegevensuitwisseling in de gezondheidszorg.
- Learning Object Metadata (LOM) — specificatie om metadata te beschrijven voor onderwijsdoeleinden.
- Linux Standard Base (LSB) - verzameling standaarden en richtlijnen voor software-ontwikkeling voor Linuxdistributies en verwante Unix-achtige platforms.
- Sharable Content Object Reference Model (SCORM) — set van specificaties waaronder IMS, LOM, AICC, XML, VCF om onderwijsmateriaal uit te wisselen.
- Structured Query Language (SQL) — programmeertaal voor relationele databases, goedgekeurd door de ANSI en de ISO, met meerdere generaties design en minder officiële varianten.